# 雁栖开发区

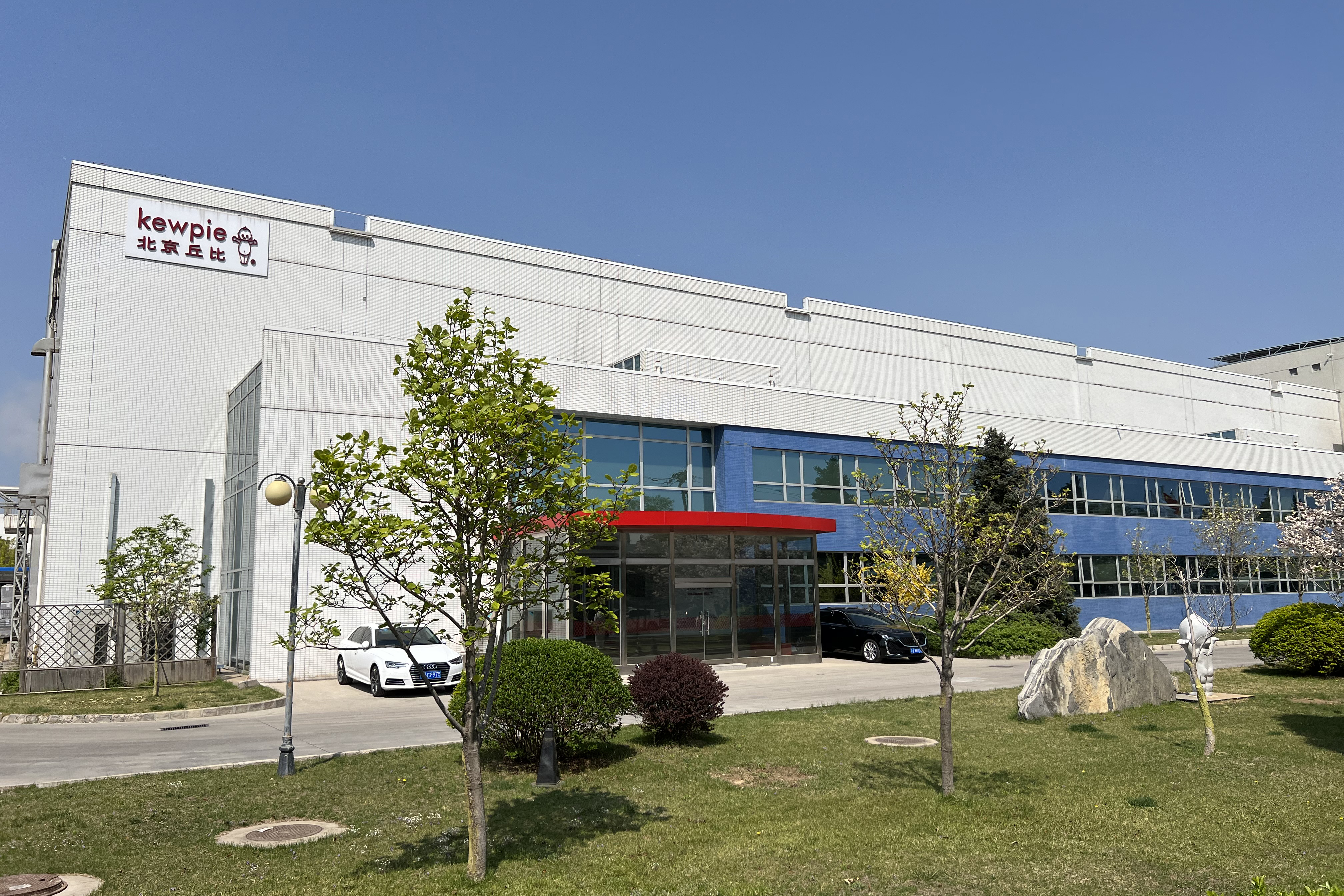
一些食品公司将北京生产基地设在雁栖开发区，如丘比食品

雁栖开发区是北京市怀柔区的一个市级开发区，规划面积15.035平方千米，主要由新能源新材料产业园、生命科学产业园、中关村雁栖高新技术创新基地和文化创意产业园4个园区构成。此外，中国科学院将有至少10个院所和相关公司入驻该开发区，在雁栖开发区的基础上建设怀柔科学城。